# Batalla de Bañón
La batalla de Bañón fue uno de los episodios de la primera guerra carlista.

## Antecedentes
En Morella, Rafael Ram de Viu y Pueyo proclamó rey a Carlos V el 13 de noviembre, pero evacuó la villa 9 de diciembre en dirección a Calanda donde fueron interceptados. Ram de Viu fue reconocido y capturado el 27 de diciembre en Manzanera, juzgado y fusilado en Teruel el 12 de enero de 1834. Manuel Carnicer asumió la jefatura militar del ejército carlista en el Bajo Aragón y el Maestrazgo, e intentó unir sus fuerzas con las que operaban en el Principado y extender la revuelta en el valle del Segre y el Urgel, pero sufrió una severa derrota cerca de Mayals. Carnicer recibió instrucciones de ir al Cuartel Real del Pretendiente Carlos María Isidro de Borbón para recibir grado y órdenes, habiendo dejado el coronel Ramón Cabrera el mando interino de sus tropas. Carnicer fue detenido por los cristinos en Miranda de Ebro y fusilado allí mismo el 6 de abril del 1835, y Cabrera tomó el mando de los carlistas en el Maestrazgo.
En previsión de la campaña de invierno, Cabrera ordenó a José Miralles «el Serrador» atacar la provincia de Cuenca y a Joaquín Quilez la de Teruel. Al conocer Francisco Valdés estando en Daroca, que Quilez estaba en Bañón con 1500 hombres y 200 jinetes, fue a su encuentro, al creer que el Serrador, que estaba en Mora de Rubielos y Cabrera en Cantavieja no lo podrían auxiliar.

## La batalla
Francisco Valdés encontró a Joaquín Quilez en Bañón el 31 de mayo de 1836, y los carlistas, al ver que los liberales huyeron, se encontraron con la columna de infantería de Felix Combé, pero también pudieron escapar.
El Serrador, con 3.000 infantes y 200 jinetes, y Ramón Cabrera, en contra del que había creído Valdés, aquella misma mañana se tenían que reunir con Quilez, la fuga de este era un cebo para atraer a los liberales, que una vez llegados el resto de los carlistas, fueron derrotados.

## Consecuencias
Los carlistas capturaron 500 prisioneros y numerosas armas, además de recuperar material abandonado en la fuga.
Fueron derrotados en Soneixa después de quemarla en julio de 1836, a mediados de julio, mientras Francisco Cortada y Forcadell estaba en la provincia de Cuenca, Joaquín Quilez se dirigió por Valencia en Almansa y Albacete, y a su regreso fue vencido el 4 de agosto en la batalla de Fortanet el 4 de agosto por el general Soria.
El general carlista Miguel Gómez Damas, que había tomado Oviedo, salió en expedición para tomar Madrid, y se dirigió al encuentro de Ramón Cabrera para unir sus fuerzas, que incluían al Serrador y Quilez en el intento, disponiendo de un total de once batallones de infantería. Llegaron el 16 de septiembre de 1836 y el 19 a Villarrobledo. Isidro Alaix, que conocía todos los movimientos del general carlista, a pesar de disponer de fuerzas inferiores a las del enemigo, salió a su encuentro, derrotándolo a la batalla de Villarrobledo, y abandonando la idea de atacar Madrid, pero en una acción de audacia dirigida por Cabrera, se conquistó la ciudad de Córdoba. Llegados a Extremadura, las diferencias con Gómez y la toma cristina de Cantavieja hicieron que este lo obligara a abandonarla con una pequeña escolta, eso sí, quedándose Gómez con todos los batallones de Cabrera.